# 塞尼奥拉-杜斯雷梅迪乌斯
塞尼奥拉-杜斯雷梅迪乌斯是巴西米纳斯吉拉斯州的一个市镇。总面积237.107平方公里，2010年总人口10,196人，人口密度43人/平方公里。